# Sikumoreno
El Sikumoreno o Mistisikuri también conocido como Pusamoreno es una danza y género musical de origen boliviano, denominandose así a los conjuntos mestizos que interpretan flautas de pan rectangulares y usando trajes bordados de pedrería.
Su origen se remonta al siglo XIX (1800s) en las áreas urbanas del Departamento de La Paz de Bolivia, siendo reconocido  como MISTISIKURIS, tal como lo refiere Rigoberto Paredes Iturri.
En Bolivia se usaba indistintamente el término mistisikuri, sikumoreno o phusamoreno para referirse a la misma danza hasta finales de la década de 1970, posteriormente fueron surgiendo otras expresiones culturales bolivianas como los zampoñaris, zampoñadas y sikureadas

"...es probable que antaño, los sikuris primigenios campesinos fueran emulados por los habitantes de los pueblos, mestizos o mistis e indígenas urbanos; los cuales conformaron  sus propios conjuntos mestizos...
 Valencia, 1983

El Mistisikuri es el nombre predecesor de esta danza cuyo significado es “mestizo que toca la zampoña”. 
Los aymaras llamaban así a la danza mientras que los que la practicaban, criollos y mestizos de los villorrios paceños, la denominaban “mozos sikuris”. Gerardo Ichuta Ichuta, plantea que los orígenes de este baile podrían remontarse en la época virreinal en la Ciudad de La Paz en Charcas, pues descendientes de europeos conformaron grupos de zampoñeros, posiblemente por la falta de instrumentos occidentales, para acompañar a las imágenes católicas durante las procesiones imitando a los músicos autóctonos, sin embargo los registros más tempranos de esta danza datan de la época republicana del siglo XIX.

## Historia
La primera referencia conocida Sikumoreno o misti sikuri que ha recopilado Gerardo Ichuta Ichuta fue la presentación de esta expresión cultural como uno de los “bailes de fantasía” de la época el 24 de enero de 1875 en el Salón Universitario, según el periódico El Telégrafo (La Paz, Bolivia). 
Entonces, como resaltan Sigl y Mendoza, el ambiente académico era exclusivamente mestizo y de élite. Luego se difundió entre estratos más populares, especialmente entre gremiales.
Los pusamorenos, denominados también “sikumorenos”, “mistisikus” y posteriormente “zampoñadas” constituyen la expresión mestiza boliviana del uso del siku altiplánico. Entre otras características de esta modalidad se encuentran: el uso del tablasiku o phusa de un solo tamaño, la inclusión de instrumentos de percusión propios de una banda militar (bombo, tarola, platillos) y de un grupo coreográfico que exclusivamente danza con influencia boliviana. Los artesanos de la Paz y otros pueblos bolivianos adoptaron, a fines del siglo XIX, diversos modelos de vistosas vestimentas con bordados y pedrería similar a la de los toreros e incluyeron un cuerpo coreográfico, denominados “morenos”, los cuales presentaban diversas indumentarias con motivos diferentes, entre las cuales destacaban: “el diablo rey”, “los diablos menores”, “la china diabla”, “el negro jetón”, “el viejito”, “el oso”, “el león”, “el murciélago”, “el ángel”, etc.
Aunque muy pocos investigadores dan cuenta de nombres de conjuntos de Mistisikuris que existieron en el área urbana de La Paz en los comienzos del siglo se sabe que el más antiguo  y legendario de todos era el conjunto conocido como "Los Choclos". Fundado por el gremio de lustrabotas en 1925 participaron regularmente  de las festividades de la ciudad de La Paz y el puerto fronterizo de Copacabana. Se dicen que fueron memorables  sus encuentros con los famosos Sicuris del Barrio Mañazo de Puno.
Los choclos se mantuvieron activos durante los años 30 y 40. Así, fueron ellos el primer conjunto de mistisikuri en aparecer  en la festividad de la Virgen del Socavón en Oruro (Carnaval de Oruro). Solís Béjar testimonia este evento y explica acerca del vestruario usado por los MIsti Sikuris de la época:

"...en 1950 se presentó como venante a la Virgen del Socavón, en la Entrada del Carnaval de Oruro, presentándose con exóticos disfraces de árabe, de mambero cubano o de gaucho argentino, en contraste con los instrumentos nativos y aires populares que ejecutaban; la explicación es la siguiente: en esos años la zampoña, la quena, el charango y otros solo eran ejecutados por la clase indígena marginada, una forma de disimular visualmente esta diferencia, era llevar un disfraz algo atractivo; para que esos niveles sociales aceptasen nuestra cultura originaria, había que buscar la participación de la juventud boliviana..."
 Solis Bejar, 2005

La participación de los Choclos en el Carnaval de Oruro dio como resultado el surgimiento del Conjunto de Zampoñas "Los Hijos del Pagador", uno de los más antiguos de esa ciudad. También sirvieron  de motivación para que el gremio de lustrabotas de Cochabamba fundara el conjunto "Los Hijos del Tunari" que incluso tocó para recibir al General Charles d'Gaulle en 1964.

### Introducción del mistisikuri boliviano al Perú
Esta expresión cultural boliviana se propagó posteriormente en la última década del siglo XIX en los pueblos de la zona aimara sur del Perú con el nombre inicial  de "pusamorenos" (sikumorenos) coincidiendo con la extinción de los conjuntos de sikuris indígenas (de varios bombos) que existían en estas zona.

"Con el auge de la segunda generación  de campesinos radicados en los pueblos y ciudades, los pusamorenos crecieron mientras los "sikuris" (varios bombos) se extinguian. 
Este fenómeno ocurrió principalmente en la zona aymara sur, sobre todo en los pueblos fronterizos de mayor intercambio comercial con la república de Bolivia como son Desaguadero, Yunguyo, Pomata, Juli. Posteriormente, a partir de la década del 60 la influencia Boliviana orientada hacia las danzas mestizas acompañadas con bandas metálicas, conlleva a la extinción de los pusamorenos"
 Valencia, 1983

Esta influencia Boliviana en la ciudad de Puno (Perú) Data de fines del siglo XIX. Según refiere el poeta Puneño Inocencio Mamani, existía una indumentaria de origen Boliviano que llevaba puesto un personaje llamado "El Danzante" quien aparecía en las festividades de la Virgen de la Candelaria en el barrio Mañazo, situado al Oeste de la ciudad. 
El mencionado personaje era mascota de los "sintakanas"(danza campesina) del lugar y el eje de la fiesta en que hombres y mujeres engalanados con sus mejores trajes, adornados con flores provistos de "jakallachi" (vejigas resecas de bueyes con la que jugaban "a los golpes") festejaban con pompa a la patrona de la ciudad. El "Danzante" Don Manuel Coyla, de Capachica, llevaba una casaca dorada y plateada, un pantalón de origen español, botas con cascabeles y una careta de viejo sonriente que indudablemente, correspondía a las caretas bolivianas de las comparsas de pusamorenos que más tarde llegaron a proliferar en la ciudad de puno.
Según el poeta puneño Inocencio Mamani refirió:

En 1894, los tripulantes del barco a vapor “Yavarí”, que recorría el lago Titicaca entre Puno y el puerto boliviano de Guaqui, llevaron de Sikasika, pueblo de Bolivia entre La Paz y Oruro, la primera “tropa” de sikus con sus correspondientes trajes de luces de la época y constituyeron el primer conjunto de pusamorenos que participó en la fiesta de la Candelaria de ese año, con el nombre de “Marineros del Lago Titicaca”. Dicho conjunto tuvo como guías e iniciadores a Rufino Beltrán, Juan Agramonte, José Ramírez y Francisco Quispe. Al año siguiente, el gremio de carniceros del barrio Mañazo, emulando a los “Marineros”, decidió transformar su conjunto típico de “cintakanas” en una tropa de pusamorenos que denominaron “Juventud Mañazo” y que con el tiempo pasó a constituirse en el conjunto emblemático de la fiesta, principal acompañante de la Virgen de la Candelaria en las dos procesiones que tienen lugar en la misma. Los organizadores fueron Fernando Mamani y José Colque; y los primeros guías Melchor Mamani, César Calaquizo, Eusebio Mamani y Félix Flores. Esta nueva tropa de pusamorenos se presentó en la fiesta de la virgen de la Candelaria inmediata al advenimiento de la “Tropa de marineros del lago Titicaca”, con trajes muy lujosos traídos de Bolivia, al igual que los marineros.
 Valencia, 1983

Es memorable, según manifiesta Inocencio Mamani, la víspera de la fiesta de ese año: el gran “huayra leva” don Francisco Béjar, ataviado de un poncho de vicuña y montado en brioso caballo blanco, llevando la bandera peruana, marchaba delante de los conjuntos nativos de las parcialidades y distritos, entre los que, especialmente, destacaban los pusamorenos marineros y del barrio Mañazo. Luego, indígenas a caballo (excepto los del pueblo de Ichu que iban a pie) y los “kahperos” llevando el “kahpo” (leña para las fogatas) para la “luminaria” en la noche en el parque Pino, y luego, la fiesta por calles y plazas, en que además de los “cintakanas”, “puli pulis” y otras danzas indígenas, participaron los novísimos pusamorenos.
Posteriormente luego de la visita del conjunto boliviano "Los Marineros del Lago Titicaca" a Puno los trabajadores de Checa en el Manto , lugar ubicado al sur de la ciudad de Puno, organizaron una tropa de pusamorenos y durante años fueron rivales de los pusamorenos de Mañazo., sucediendo violentas grescas que acababan con intervención policial. Los "Checas" desaparecieron  a los pocos años.
En esos tiempos, a comienzos del siglo, Pedro Tristán en 1903 organizó el Conjunto de Pusamorenos "Arco Blanco"· quienes realizaban sus ensayos en la quinta cuadra del jirón Lambayeque, causando asombro a los caminantes provenientes de los distritos de Tiquillaca, Vilque y Mañazo. raymundo Gonzales, Patricio Oliveros son algunos nombres que se recuerdan. El conjunto "Arco Blanco utilizaba vestimenta de motivo español, traídos por su fundador desde el pueblo boliviano de Copacabana. En los años 20 surge el conjunto "Juventud Obrera", a iniciativa de don Santiago Céspedes Monroe y Sebastián Mestas, quienes utilizaron una indumentaria típica de los "chutas".
En la actualidad  en Puno los únicos conjuntos vigentes  son   "Conjunto de Sikuris del Barrio Mañazo" y "juventud Obrera".

## Vestimenta
La vestimenta del sikumoreno se caracteriza por llevar  una camisa blanca, pantalón bombacho de terciopelo o seda de diversos colores. La cabeza lleva un sombrero, especie de tongo blanco o de otro color orlado de pedrerías con una pluma gigante artificial de aproximadamente 60 cm. Pero esta vestimenta de los músicos no ah sido única; en décadas pasadas tuvieron indumentarias de los más diversos motivos; incas, árabes, españoles, toreros, etc sobre todo en los pueblos fronterizos de Juli y yunguyo.

## Instrumentos
Entre los instrumentos que acompañan el sikumoreno están:
- Bombo grande.
- Tarola o redoblante, platillos y triángulo.
- Uso de "tabla siku"(zampoña rectangular).

Interpretando la música estilo huayño altiplanico ligero.